# Dicranogonus pix
Dicranogonus pix är en mångfotingart som beskrevs av Jeekel 1982. Dicranogonus pix ingår i släktet Dicranogonus och familjen orangeridubbelfotingar. Inga underarter finns listade i Catalogue of Life.